# Vysshaya Divizion 2001
La Vysshaya Divizion 2001 fue la décima edición de la máxima categoría del fútbol ruso desde la disolución de la Unión Soviética. El campeón fue el Spartak Moscú, que ganó su noveno título.
El goleador del campeonato fue Dmitri Viazmíkin, del Torpedo Moscú.

## Tabla de posiciones
|  | Pos. | Equipo                    | Pts | PJ | PG | PE | PP | GF | GC | DG  |
|  | ---- | ------------------------- | --- | -- | -- | -- | -- | -- | -- | --- |
|  | 1.   | Spartak Moscú             | 60  | 30 | 17 | 9  | 4  | 56 | 30 | +26 |
|  | 2.   | Lokomotiv Moscú           | 56  | 30 | 16 | 8  | 6  | 53 | 24 | +29 |
|  | 3.   | Zenit                     | 56  | 30 | 16 | 8  | 6  | 52 | 35 | +17 |
|  | 4.   | Torpedo Moscú             | 52  | 30 | 15 | 7  | 8  | 53 | 42 | +11 |
|  | 5.   | Krylia Sovetov            | 49  | 30 | 14 | 7  | 9  | 38 | 23 | +15 |
|  | 6.   | FC Saturn                 | 47  | 30 | 13 | 8  | 9  | 45 | 22 | +23 |
|  | 7.   | CSKA Moscú                | 47  | 30 | 12 | 11 | 7  | 39 | 30 | +9  |
|  | 8.   | Sokol Saratov             | 41  | 30 | 12 | 5  | 13 | 31 | 42 | -11 |
|  | 9.   | Dinamo Moscú              | 38  | 30 | 10 | 8  | 12 | 43 | 51 | -8  |
|  | 10.  | Rotor Volgogrado          | 32  | 30 | 8  | 8  | 14 | 38 | 42 | -4  |
|  | 11.  | Rostselmash               | 32  | 30 | 8  | 8  | 14 | 29 | 43 | -14 |
|  | 12.  | Alania Vladikavkaz        | 32  | 30 | 8  | 8  | 14 | 31 | 47 | -16 |
|  | 13.  | Anzhi                     | 32  | 30 | 7  | 11 | 12 | 28 | 34 | -6  |
|  | 14.  | Torpedo-ZIL Moscú         | 31  | 30 | 7  | 10 | 13 | 22 | 35 | -13 |
|  | 15.  | Fakel Voronezh            | 28  | 30 | 8  | 4  | 18 | 30 | 53 | -23 |
|  | 16.  | Chernomorets Novorossiysk | 23  | 30 | 5  | 8  | 17 | 19 | 54 | -35 |

Pts = Puntos; PJ = Partidos jugados; PG = Partidos ganados; PE = Partidos empatados; PP = Partidos perdidos; GF = Goles a favor; GC = Goles en contra; DG = Diferencia de gol
|  | Clasificado para la fase de grupos de la Liga de Campeones de la UEFA 2002-03       |
|  | Clasificado para la tercera ronda previa de la Liga de Campeones de la UEFA 2002-03 |
|  | Clasificado para la primera ronda de la Copa de la UEFA 2002-03                     |
|  | Clasificado para la ronda previa de la Copa de la UEFA 2002-03                      |
|  | Clasificado para la Copa Intertoto de la UEFA 2002                                  |
|  | Descendido a la Primera División 2002                                               |

| Rusia                           |
| Campeón Spartak Moscú 9° título |

## Goleadores
| # | Jugador           | Goles | Equipo      |
| - | ----------------- | ----- | ----------- |
| 1 | Dmitri Viazmíkin  | 18    | Torpedo     |
| 2 | Andréi Fedkov     | 14    | Sokol       |
|   | James Obiorah     | 14    | Lokomotiv   |
|   | Serghei Rogaciov  | 14    | Saturn      |
| 5 | Dmitri Kirichenko | 13    | Rostselmash |
| 6 | Dmitri Loskov     | 12    | Lokomotiv   |
|   | Vitali Safrónov   | 12    | Fakel       |
| 8 | Robson            | 11    | Spartak     |
|   | Yegor Titov       | 11    | Spartak     |
|   | Valeri Yésipov    | 11    | Rotor       |